# Virsliga 2009
La Virsliga 2009 fue la 19.ª edición del torneo de fútbol más importante de Letonia que se jugó del 14 de marzo al 8 de noviembre y que contó con la participación de 9 equipos.
El FK Liepajas Metalurgs gana su segunda liga nacional.

## Calendario
| Pos. | Equipo                 | Pts. | PJ | G  | E  | P  | GF | GC  | Dif. | Clasificación o descenso                      |
| ---- | ---------------------- | ---- | -- | -- | -- | -- | -- | --- | ---- | --------------------------------------------- |
| 1    | Liepājas Metalurgs (C) | 79   | 32 | 25 | 4  | 3  | 96 | 23  | +73  | Segunda Ronda Clasificatoria Champions League |
| 2    | Ventspils              | 74   | 32 | 23 | 5  | 4  | 89 | 21  | +68  | Segunda Ronda Clasificatoria Europa League    |
| 3    | Skonto                 | 73   | 32 | 23 | 4  | 5  | 98 | 30  | +68  | Primera Ronda Clasificatoria Europa League    |
| 4    | Jūrmala-VV             | 40   | 32 | 12 | 4  | 16 | 42 | 60  | −18  |                                               |
| 5    | Olimps/RFS             | 38   | 32 | 11 | 5  | 16 | 53 | 60  | −7   |                                               |
| 6    | Blāzma Rēzekne         | 26   | 32 | 7  | 5  | 20 | 30 | 71  | −41  |                                               |
| 7    | Tranzīts Ventspils     | 16   | 32 | 2  | 10 | 20 | 22 | 65  | −43  |                                               |
| 8    | Daugava Rīga (D)       | 14   | 32 | 3  | 5  | 24 | 26 | 116 | −90  | Playoff de Descenso                           |
| 9    | Dinaburg (D)           | 49   | 32 | 15 | 4  | 13 | 31 | 39  | −8   | Descenso a la Primera Liga de Letonia         |

 Fuente: Latvian Football Federation (en letón)
Criterios de clasificación: 1) Puntos; 2) Puntos entre sí; 3) Gol diferencia entre sí; 4) Victorias totales; 5) Gol diferencia; 6) Goles anotados en general.
Notas:
1. ↑  Dinaburg fue excluido de la liga por arreglo de partidos en los que estaba involucrado su presidente Oļegs Gavrilovs y su entrenador Tamaz Pertia.[1][2]

## Resultados

### Primera Mitad de temporada
| Local \ Visitante     | BLĀ | DGR | DIN | JVV | LIE | RFS | SKO | TRA | VEN |
| --------------------- | --- | --- | --- | --- | --- | --- | --- | --- | --- |
| Blāzma Rēzekne        |     | 4–3 | 1–2 | 1–2 | 0–3 | 0–1 | 0–7 | 1–0 | 0–3 |
| Daugava Rīga          | 1–1 |     | 0–3 | 1–1 | 1–4 | 1–5 | 1–7 | 2–0 | 1–5 |
| Dinaburg FC           | 1–0 | 1–0 |     | 1–2 | 0–3 | 2–1 | 1–1 | 2–0 | 1–0 |
| FK Jūrmala-VV         | 3–0 | 1–1 | 1–0 |     | 1–1 | 0–1 | 0–3 | 4–2 | 0–3 |
| SK Liepājas Metalurgs | 4–0 | 1–0 | 3–1 | 2–2 |     | 5–1 | 4–0 | 5–0 | 2–1 |
| Olimps/RFS            | 1–1 | 4–0 | 1–1 | 2–3 | 1–2 |     | 1–8 | 1–1 | 1–5 |
| Skonto FC             | 4–0 | 6–0 | 3–2 | 3–0 | 2–1 | 2–0 |     | 1–0 | 1–3 |
| Tranzīts Ventspils    | 0–0 | 3–3 | 1–1 | 1–2 | 0–1 | 0–0 | 1–1 |     | 0–3 |
| Ventspils             | 5–1 | 4–2 | 0–0 | 3–0 | 1–1 | 1–0 | 2–1 | 1–1 |     |

### Segunda Mitad de temporada
| Local \ Visitante     | BLĀ | DGR | DIN | JVV | LIE | RFS | SKO | TRA | VEN |
| --------------------- | --- | --- | --- | --- | --- | --- | --- | --- | --- |
| Blāzma Rēzekne        |     | 4–0 | 0–3 | 0–3 | 1–3 | 3–1 | 0–1 | 1–0 | 0–2 |
| Daugava Rīga          | 0–3 |     | 0–3 | 0–3 | 2–8 | 0–5 | 0–7 | 2–1 | 0–5 |
| Dinaburg FC           | 1–0 | 1–0 |     | 2–0 | 1–2 | 0–3 | 0–3 | 2–1 | 0–3 |
| FK Jūrmala-VV         | 0–2 | 3–1 | 0–1 |     | 1–4 | 1–0 | 0–5 | 1–2 | 0–4 |
| SK Liepājas Metalurgs | 6–0 | 3–0 | 0–3 | 4–1 |     | 3–0 | 0–1 | 4–0 | 1–1 |
| Olimps/RFS            | 3–2 | 7–0 | 0–1 | 2–0 | 1–5 |     | 0–2 | 2–1 | 0–2 |
| Skonto FC             | 4–0 | 7–0 | 0–1 | 3–2 | 1–6 | 3–3 |     | 4–1 | 0–0 |
| Tranzīts Ventspils    | 1–1 | 1–1 | 0–2 | 1–4 | 1–0 | 0–2 | 1–3 |     | 0–1 |
| Ventspils             | 5–0 | 8–0 | 1–0 | 4–1 | 1–2 | 5–3 | 0–2 | 7–0 |     |

### Playoff de Descenso
Al haber solo 9 equipos participando en esta temporada, no hubo descenso directo. El 9.º lugar de la Virslīga y el subcampeón de la Primera Liga de Letonia disputaban un lugar en la Virslīga 2010. El otro cupo sería para el campeón de la segunda categoría. Como uno de los equipos fue excluido de la liga, el play-off de descenso fue reemplazado por el ascenso directo del segundo lugar de la Primera Liga.